# 中環電腦系統
中環電腦系統控股有限公司，簡稱中環電腦系統控股，以及中環電腦系統（英語：Azeus Systems Holdings Limited，SGX：A69），在1991年由李運力（主席及總裁）創立，總部位於香港北角英皇道979號康橋大廈33樓。
主要業務是負責提供一系列的IT諮詢服務、維護服務、支援服務和業務流程外包服務。地區包括菲律賓、新加坡、香港，以及中國。該股份在2004年10月22日於新加坡交易所主板上市。招股價為0.22新加坡元，發行股份為75,000,000股，集資額為16,500,000新加坡元。

## 產品
公司於2012年以超過一億二千五百萬中標建立律政司電子版香港法例National and University Library of Iceland的存檔，存档日期2018-05-21，惟推出後反應負面。主要批評該網站的超鏈結與舊版本不相容，矛頭直指政府於標書中提及有關要求。

## 連結
- Azeus.com（页面存档备份，存于）